# GN-005 德天使GUNDAM
GN-005 德天使GUNDAM（英語：GN-005 Gundam Virtue），為日本科幻動畫作品《機動戰士GUNDAM 00》中登場的機動戰士（Mobile Suit），由提耶利亞·厄德所駕駛。

## 介紹
德天使GUNDAM為重裝型機體，由於GN粒子有減輕重量的功能，重量只有人革聯量產機鐵人式的一半左右。
本機擁有第三世代GUNDAM中最強大的火力，因此較適合對艦隊戰或要塞戰。
名稱源自於九大天使階級之一的「德天使」（希臘語：Virtues），意為美德。

## 重要戰鬥史

### 第一季

#### 第1話
首次出擊，於人革聯軌道電梯「天柱」外擊墜企圖對電梯發動自殺式攻擊的暴徒式，防止恐怖攻擊的發生。

#### 第10話
於人革聯GUNDAM捕獲作戰中，被6台鐵人式太空型捆縛著，無法脫身。為避開鐵人桃子之致命一擊，被迫卸去外裝甲，因而導致機體內隱藏的中性GUNDAM曝光。

#### 第15話
首次使用GN火箭砲之轟擊模式。在塔克拉馬干沙漠遭聯合國軍伏擊，於被俘虜途中，因座天使GUNDAM一型介入而獲救。

#### 第21話
迎戰聯合國軍厄運式部隊。於戰鬥中，一度因天上人超級電腦Veda遭入侵，而使機體及提耶利亞與Veda之間的聯繫被切斷，導致機體陷入癱瘓狀態。

#### 第23話
首次也是唯一一次攜帶兩門GN火箭砲，與聯合國軍交戰，遭AEU傭兵阿里·亞爾·沙瑟斯所俘虜之座天使GUNDAM二型以GN獠牙穿透GN力場。
於聯合國軍猛攻下，首度使用「Trans-AM」系統，但因裝甲嚴重受損，須於下一次戰鬥以中性GUNDAM出擊。

## 裝備

### 武裝

#### GN火箭砲
GN火箭砲為德天使GUNDAM最主要的武器。
發射時，可與胸口的GN-Drive連接，以放出高壓縮狀態的GN粒子，火力足以在一瞬間把多台敵機蒸發。

##### 轟擊模式
火箭砲之中央能打開成為「轟擊模式」（英語：Burst Mode）使德天使的攻擊力更進一步提升。
缺點為無法連續發射，GN粒子充填需時超過170秒，但若開啟Trans-AM系統可即時充填粒子發射。

#### GN加農砲
GN加農砲裝備在左右兩肩的雙管加農砲。
儘管威力弱於GN火箭砲，但可轉動範圍大，能夠攻擊廣大範圍內的敵人。
和GN火箭砲一同朝向正面射擊是德天使GUNDAM最強的攻擊方式，位於射線上的所有物體，在一瞬間皆化為塵土。

#### GN粒子束軍刀
GN粒子束軍刀分別收納於左右膝裝甲，是沒考慮對MS戰的德天使GUNDAM唯一的格鬥戰武器。
只是緊急時的預備武器，在一般狀況不會使用。

#### GN力場
沒有盾牌且機動性較差的德天使GUNDAM防禦敵機攻擊的方式。
GN力場（英語：GN Field）對防禦光束攻擊效用較高，也能抵擋衝擊力較弱的實彈攻擊，但一般實體攻擊或火力強大的光束攻擊仍有機會突破GN力場，傷害德天使。使用時會展開收納在各處的力場生成裝置，但GN粒子消耗量龐大。

### 特殊裝置

#### GN容器
腳部膝關節以及手肘关节，各装备有2個GN容器（英語：GN Condenser），胸部有1個GN容器，頭部有1個GN容器。
平常時儲存GN粒子，戰鬥時可以釋放出來增加出力。

#### 審判系統
審判系統（英語：Trial System）能控制短距離內已連接Veda的機體；提耶利亞曾用此系統，奪去座天使鋼彈一型及三型的控制權。

#### 外壁迷彩膜
外壁迷彩膜（英語：Camouflage Paint Membrane）為GUNDAM待機時候使用，使機體成隱形狀態。

#### Trans-AM系統
啟動Trans-AM系統（英語：Trans-AM System）的GUNDAM，能夠完全解放儲存在機體內的高濃度壓縮之GN粒子，使GUNDAM在短短3分鐘內發揮平常300％的威力。
此時，傳送GN粒子的電纜會變成紅色，漂浮在機體周圍的GN粒子也是高濃度狀態，所以整台GUNDAM看起來就變成了紅色。另一方面，Trans-AM系統結束後，機體內的粒子會被耗盡到接近底限，此時性能大幅下降。

## 隱藏機體

### GN-004 中性鋼彈
GN-005 德天使鋼彈脫去全身的重裝備後，即為中性鋼彈（英語：GN-004 Gundam Nadleeh）。
- 類型：標準型MS
- 駕駛員：提耶利亞·厄德
- 高：18.1公尺
- 重量：54.0公噸
- 機體武裝：
  - GN光束軍刀（GN Beam Saber）×2
  - GN光束步槍（GN Beam Rifle）
  - GN盾（GN Shield）
  - GN大炮（GN Bazooka）
  - 雙管GN加農炮（Double GN Cannon）×2

- 特殊裝備：
  - 審判系統
  - Trans-AM系統

- 設計者：柳瀨敬之

## 變化型

### GN-005/PH 實彈型德天使GUNDAM
- 高度：18.4 公尺
- 重量：69.8 公噸（實體彈裝備重量3.4公噸）
- 武裝：
  - GN裝甲拳（Panzerfaust）X2
  - GN導彈 (GN Missile) X48
  - GN粒子束軍刀 (GN Beam Saber) X2
  - GN加農砲 (GN Cannon)
  - GN實體火箭砲 (GN Physical Bazooka)

- 名稱由來

型號中的「PH」是「實體彈（Physical）」。
最早於開發時期的德天使有兩種裝備，分別為實彈的「實體彈武裝型」和GN粒子束的「粒子型」（英語：Particle）。
實體彈武裝型後來因從不足人力資源和運輸艦的設計等原因，令要在任務中換裝很難辦到，同時敵人也有可能因為這兩種裝備的共同點，發現隱藏在內部的機體 (中性GUNDAM)，所以換裝方案最終並沒有被選用。